# Mühlethal
Mühlethal (schweizertyska: Mühletaal) är en ort i kommunen Zofingen i kantonen Aargau, Schweiz. Orten var före den 1 januari 2002 en egen kommun, men inkorporerades då in i kommunen Zofingen.